# Neoswing

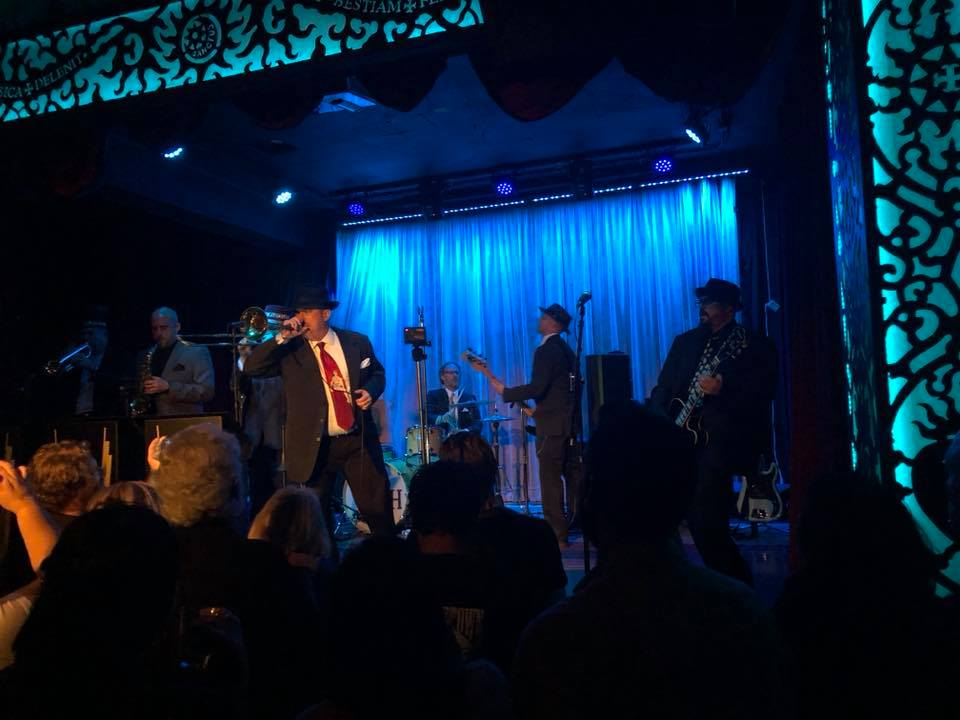
Captura en vivo de Hipster Daddy-O y los Handgrenades actuando en su 21st Anniversary Show de mayo de 2018 en Club Congress en Tucson, Arizona.

El neoswing es un género musical que tuvo su aparición y auge en los años 1990 y que fue el género pilar del fenómeno cultural ocurrido en Estados Unidos durante esa misma década conocido como swing revival. Dicho fenómeno trató de rescatar el sonido swing de los años 1930 y 1940 pero con cierta renovación, dada por el uso de guitarra eléctrica en muchas de las bandas y por la mezcla de este sonido con otros géneros musicales como el rockabilly y otros subgéneros del rock and roll, así como también con toques de música latina.
Algunas bandas son más fieles al swing de los años 1930 y otras, en cambio, tienen un sonido más similar al rock. La formación más común en las bandas neoswing es básicamente la de una banda de rock and roll, consistente en guitarra, bajo y batería, con el agregado de tres instrumentos de viento: trompeta, saxo y trombón. Usualmente, las bandas de este género usan contrabajo en lugar de bajo eléctrico logrando una imitación estética y musical más fiel a las bandas de la primera mitad del siglo XX.
Bandas como Big Bad Voodoo Daddy y Cherry Poppin' Daddies tienen este tipo de formación.
The Brian Setzer Orchestra es la excepción más notoria, ya que incluye, además de los tres instrumentos de rock and roll, trece instrumentos de viento.
- Escarlata Swing Band (COLOMBIA)
- Pablo Bongiovani Swing Show (Patagonia Argentina)
- The Rock & Rule Swing Band] (Argentina)
- Casino Manhattan
- No Reply
- Royal Crown Revue
- Big Bad Voodoo Daddy
- Diablo Swing Orchestra
- Cherry Poppin' Daddies
- The Brian Setzer Orchestra
- Atomic Fireballs
- Big Rude Jake
- The Johnny Favourite Swing Orchestra featuring Colin Hudson
- The Mighty Blue Kings
- Squirrel Nut Zippers
- Katharine Whalen
- Andrew Bird
- Blue Plate Special
- Dem Brooklyn Bums
- Dr. Zoot
- 8½ Souvenirs
- Hipster Daddy-O and the Handgrenades
- Indigo Swing
- The Instigators
- Jump N Jive
- Lee Press-on and the Nails
- New Morty Show
- Buffalo Billys
- Nightcaps
- Pandemonia Orchestra
- Red & the Red Hots
- Lavay Smith and Her Red Hot Skillet Lickers
- Inzucare Orchestra Swing & Old Time (Conurbano Sur de Buenos Aires - Argentina)
- The Zoots & the Swinging Suits
- Bill Elliott Swing Orchestra
- The Deluxtone Rockets
- The Don Miller Orchestra
- Steve Lucky & Rhumba Bums
- The W's
- Rayzd
- Eliot Ness & Los Intocables del Swing (Mar del Plata - Argentina)
- Swingcronizados (Santiago de Chile)

- Datos: Q447962
- Multimedia: Swing revival / Q447962